# Liste der Nummer-eins-Hits in Italien (2020)
Diese Liste der Nummer-eins-Hits in Italien basiert auf den offiziellen Chartlisten der Federazione Industria Musicale Italiana (FIMI), der italienischen Landesgruppe der IFPI, im Jahr 2020. Berücksichtigt werden die Album- und die Singlecharts.

## Singles
| ← 2019 ← | Liste der Nummer-eins-Hits in Italien | Liste der Nummer-eins-Hits in Italien                      | Liste der Nummer-eins-Hits in Italien                                                            | 2021 → |
| \| Zeitraum \| Wo. ges. \| Interpret \| Titel Autor(en) \| Zusätzliche Informationen \| \| (Zeitraum, Wochen auf Platz eins, Interpret, Titel, Autor[en], zusätzliche Informationen) \| \| \| \| \| \| ----------------------------------------------------------------------------------------- \| -------- \| ---------------------------------------------------------- \| ------------------------------------------------------------------------------------------------ \| ---------------------------------------------------------------------------------------------------------------------------------------------------------------------------------------------------------------------------------------------------------------------------------------------- \| \| 20. Dezember 2019 – 16. Januar 2020 4 Wochen (insgesamt 9) \| 9 \| Tha Supreme \| Blun7 a Swishland Davide Mattei \| – \| \| 17. Januar 2020 – 23. Januar 2020 1 Woche \| 1 \| Ghali feat. Salmo \| Boogieman Ghali Amdouni, Maurizio Pisciottu, Walter Ferrari, Stefano Tognini \| – \| \| 24. Januar 2020 – 30. Januar 2020 1 Woche \| 1 \| Shiva & Tha Supreme \| Calmo Andrea Arrigoni, Davide Mattei \| – \| \| 31. Januar 2020 – 6. Februar 2020 1 Woche \| 1 \| Shiva feat. Capo Plaza \| Chance Andrea Arrigoni, Luca D’Orso, Davide Maddalena \| – \| \| 7. Februar 2020 – 20. Februar 2020 2 Wochen \| 2 \| Diodato \| Fai rumore Diodato, Edwyn Roberts \| Das Siegerlied des 70. Sanremo-Festivals erreichte im Anschluss die Chartspitze. \| \| 21. Februar 2020 – 27. Februar 2020 1 Woche (insgesamt 2) \| 2 \| Ghali \| Good Times Ghali Amdouni, Federico Mercuri, Giordano Cremona, Josh Cumbee \| – \| \| 28. Februar 2020 – 19. März 2020 3 Wochen (insgesamt 4) \| 4 \| Anna \| Bando Anna Pepe, Martin Purcell \| – \| \| 20. März 2020 – 26. März 2020 1 Woche \| 1 \| The Weeknd \| Blinding Lights Abel Tesfaye, Ahmad Balshe, Jason Quenneville, Max Martin, Oscar Holter \| – \| \| 27. März 2020 – 9. April 2020 2 Wochen (insgesamt 3) \| 3 \| Shiva & Eiffel 65 \| Auto blu Andrea Arrigoni, Davide Maddalena, Maurizio Lobina, Gianfranco Randone, Massimo Gabutti \| Das Original, der weltweite Hit Blue (Da Ba Dee) von Eiffel 65, hatte in Italien nur Platz drei der Charts geschafft. Erst in dieser Version des lombardischen Rappers gelang gut 20 Jahre später der Sprung an die Spitze. Für Shiva war es bereits der dritte Nummer-eins-Hit in einem Jahr. \| \| 10. April 2020 – 16. April 2020 1 Woche \| 1 \| Cara & Fedez \| Le feste di Pablo Anna Cacopardo, Paolo Antonacci, Jacopo D’Amico, Davide Simonetta \| – \| \| 17. April 2020 – 23. April 2020 1 Woche (insgesamt 3) \| 3 \| Shiva & Eiffel 65 \| Auto blu Andrea Arrigoni, Davide Maddalena, Maurizio Lobina, Gianfranco Randone, Massimo Gabutti \| – \| \| 24. April 2020 – 30. April 2020 1 Woche (insgesamt 4) \| 4 \| Anna, MadMan & Gemitaiz \| Bando (Remix) Anna Pepe, Martin Purcell, Pierfrancesco Botrugno, Davide De Luca \| Durch einen Remix mit Beteiligung der beiden Rapper konnte das Lied des TikTok-Stars nach über einem Monat wieder an die Chartspitze zurückkehren. \| \| 1. Mai 2020 – 7. Mai 2020 1 Woche (insgesamt 2) \| 2 \| Ghali \| Good Times Ghali Amdouni, Federico Mercuri, Giordano Cremona, Josh Cumbee \| – \| \| 8. Mai 2020 – 14. Mai 2020 1 Woche \| 1 \| Dark Polo Gang & Tony Effe feat. Lazza & Salmo \| Pussy Jacopo Lazzarini, Maurizio Pisciottu, Nicolò Rapisarda \| – \| \| 15. Mai 2020 – 21. Mai 2020 1 Woche \| 1 \| Carl Brave, Mara Sattei & Tha Supreme \| Spigoli Carlo Coraggio, Sara Mattei, Davide Mattei \| – \| \| 22. Mai 2020 – 11. Juni 2020 3 Wochen (insgesamt 4) \| 4 \| Irama \| Mediterranea Federica Abbate, Giuseppe Colonnelli, Irama \| – \| \| 12. Juni 2020 – 18. Juni 2020 1 Woche \| 1 \| Shablo, Geolier & Sfera Ebbasta \| M’ manc Emanuele Palumbo, Gionata Boschetti, Pablo Miguel Lombroni Capalbo \| – \| \| 19. Juni 2020 – 25. Juni 2020 1 Woche (insgesamt 4) \| 4 \| Irama \| Mediterranea Federica Abbate, Giuseppe Colonnelli, Irama \| – \| \| 26. Juni 2020 – 23. Juli 2020 4 Wochen \| 4 \| Boomdabash feat. Alessandra Amoroso \| Karaoke Alessandro Merli, Fabio Clemente, Alfredo Rapetti, Federica Abbate, Rocco Pagliarulo \| – \| \| 24. Juli 2020 – 24. September 2020 9 Wochen \| 9 \| Rocco Hunt & Ana Mena \| A un passo dalla luna Rocco Pagliarulo, Federica Abbate, Fabio Clemente, Stefano Tognini \| – \| \| 25. September 2020 – 1. Oktober 2020 1 Woche (insgesamt 3) \| 3 \| Ernia \| Superclassico Matteo Professione, Alessandro Pulga, Stefano Tognini \| – \| \| 2. Oktober 2020 – 8. Oktober 2020 1 Woche \| 1 \| Bloody Vinyl, Slait & Tha Supreme feat. Mara Sattei & Coez \| Altalene Sara Mattei, Silvano Albanese, Davide Mattei, Ignazio Felice Pisano \| – \| \| 9. Oktober 2020 – 22. Oktober 2020 2 Wochen (insgesamt 3) \| 3 \| Ernia \| Superclassico Matteo Professione, Alessandro Pulga, Stefano Tognini \| – \| \| 23. Oktober 2020 – 19. November 2020 4 Wochen \| 4 \| Sfera Ebbasta \| Bottiglie privè Gionata Boschetti, Paolo Alberto Monachetti, Massimo D’Ambra \| – \| \| 20. November 2020 – 3. Dezember 2020 2 Wochen (insgesamt 3) \| 3 \| Sfera Ebbasta & J Balvin \| Baby Gionata Boschetti, J Balvin, Paolo Alberto Monachetti, Sky Rompiendo \| – \| \| 4. Dezember 2020 – 10. Dezember 2020 1 Woche (insgesamt 7) \| 7 \| Mariah Carey \| All I Want for Christmas Is You Walter Afanasieff, Mariah Carey \| – \| \| 11. Dezember 2020 – 17. Dezember 2020 1 Woche (insgesamt 3) \| 3 \| Sfera Ebbasta & J Balvin \| Baby Gionata Boschetti, J Balvin, Paolo Alberto Monachetti, Sky Rompiendo \| – \| \| 18. Dezember 2020 – 31. Dezember 2020 2 Wochen (insgesamt 7) \| 7 \| Mariah Carey \| All I Want for Christmas Is You Walter Afanasieff, Mariah Carey \| – \| |                                       |                                                            |                                                                                                  | |
| ← 2019 |                                       |                                                            |                                                                                                  | → 2021 → |
| Zeitraum | Wo. ges.                              | Interpret                                                  | Titel Autor(en)                                                                                  | Zusätzliche Informationen |
| (Zeitraum, Wochen auf Platz eins, Interpret, Titel, Autor[en], zusätzliche Informationen) |                                       |                                                            |                                                                                                  | |
| 20. Dezember 2019 – 16. Januar 2020 4 Wochen (insgesamt 9) | 9                                     | Tha Supreme                                                | Blun7 a Swishland Davide Mattei                                                                  | – |
| 17. Januar 2020 – 23. Januar 2020 1 Woche | 1                                     | Ghali feat. Salmo                                          | Boogieman Ghali Amdouni, Maurizio Pisciottu, Walter Ferrari, Stefano Tognini                     | – |
| 24. Januar 2020 – 30. Januar 2020 1 Woche | 1                                     | Shiva & Tha Supreme                                        | Calmo Andrea Arrigoni, Davide Mattei                                                             | – |
| 31. Januar 2020 – 6. Februar 2020 1 Woche | 1                                     | Shiva feat. Capo Plaza                                     | Chance Andrea Arrigoni, Luca D’Orso, Davide Maddalena                                            | – |
| 7. Februar 2020 – 20. Februar 2020 2 Wochen | 2                                     | Diodato                                                    | Fai rumore Diodato, Edwyn Roberts                                                                | Das Siegerlied des 70. Sanremo-Festivals erreichte im Anschluss die Chartspitze. |
| 21. Februar 2020 – 27. Februar 2020 1 Woche (insgesamt 2) | 2                                     | Ghali                                                      | Good Times Ghali Amdouni, Federico Mercuri, Giordano Cremona, Josh Cumbee                        | – |
| 28. Februar 2020 – 19. März 2020 3 Wochen (insgesamt 4) | 4                                     | Anna                                                       | Bando Anna Pepe, Martin Purcell                                                                  | – |
| 20. März 2020 – 26. März 2020 1 Woche | 1                                     | The Weeknd                                                 | Blinding Lights Abel Tesfaye, Ahmad Balshe, Jason Quenneville, Max Martin, Oscar Holter          | – |
| 27. März 2020 – 9. April 2020 2 Wochen (insgesamt 3) | 3                                     | Shiva & Eiffel 65                                          | Auto blu Andrea Arrigoni, Davide Maddalena, Maurizio Lobina, Gianfranco Randone, Massimo Gabutti | Das Original, der weltweite Hit Blue (Da Ba Dee) von Eiffel 65, hatte in Italien nur Platz drei der Charts geschafft. Erst in dieser Version des lombardischen Rappers gelang gut 20 Jahre später der Sprung an die Spitze. Für Shiva war es bereits der dritte Nummer-eins-Hit in einem Jahr. |
| 10. April 2020 – 16. April 2020 1 Woche | 1                                     | Cara & Fedez                                               | Le feste di Pablo Anna Cacopardo, Paolo Antonacci, Jacopo D’Amico, Davide Simonetta              | – |
| 17. April 2020 – 23. April 2020 1 Woche (insgesamt 3) | 3                                     | Shiva & Eiffel 65                                          | Auto blu Andrea Arrigoni, Davide Maddalena, Maurizio Lobina, Gianfranco Randone, Massimo Gabutti | – |
| 24. April 2020 – 30. April 2020 1 Woche (insgesamt 4) | 4                                     | Anna, MadMan & Gemitaiz                                    | Bando (Remix) Anna Pepe, Martin Purcell, Pierfrancesco Botrugno, Davide De Luca                  | Durch einen Remix mit Beteiligung der beiden Rapper konnte das Lied des TikTok-Stars nach über einem Monat wieder an die Chartspitze zurückkehren. |
| 1. Mai 2020 – 7. Mai 2020 1 Woche (insgesamt 2) | 2                                     | Ghali                                                      | Good Times Ghali Amdouni, Federico Mercuri, Giordano Cremona, Josh Cumbee                        | – |
| 8. Mai 2020 – 14. Mai 2020 1 Woche | 1                                     | Dark Polo Gang & Tony Effe feat. Lazza & Salmo             | Pussy Jacopo Lazzarini, Maurizio Pisciottu, Nicolò Rapisarda                                     | – |
| 15. Mai 2020 – 21. Mai 2020 1 Woche | 1                                     | Carl Brave, Mara Sattei & Tha Supreme                      | Spigoli Carlo Coraggio, Sara Mattei, Davide Mattei                                               | – |
| 22. Mai 2020 – 11. Juni 2020 3 Wochen (insgesamt 4) | 4                                     | Irama                                                      | Mediterranea Federica Abbate, Giuseppe Colonnelli, Irama                                         | – |
| 12. Juni 2020 – 18. Juni 2020 1 Woche | 1                                     | Shablo, Geolier & Sfera Ebbasta                            | M’ manc Emanuele Palumbo, Gionata Boschetti, Pablo Miguel Lombroni Capalbo                       | – |
| 19. Juni 2020 – 25. Juni 2020 1 Woche (insgesamt 4) | 4                                     | Irama                                                      | Mediterranea Federica Abbate, Giuseppe Colonnelli, Irama                                         | – |
| 26. Juni 2020 – 23. Juli 2020 4 Wochen | 4                                     | Boomdabash feat. Alessandra Amoroso                        | Karaoke Alessandro Merli, Fabio Clemente, Alfredo Rapetti, Federica Abbate, Rocco Pagliarulo     | – |
| 24. Juli 2020 – 24. September 2020 9 Wochen | 9                                     | Rocco Hunt & Ana Mena                                      | A un passo dalla luna Rocco Pagliarulo, Federica Abbate, Fabio Clemente, Stefano Tognini         | – |
| 25. September 2020 – 1. Oktober 2020 1 Woche (insgesamt 3) | 3                                     | Ernia                                                      | Superclassico Matteo Professione, Alessandro Pulga, Stefano Tognini                              | – |
| 2. Oktober 2020 – 8. Oktober 2020 1 Woche | 1                                     | Bloody Vinyl, Slait & Tha Supreme feat. Mara Sattei & Coez | Altalene Sara Mattei, Silvano Albanese, Davide Mattei, Ignazio Felice Pisano                     | – |
| 9. Oktober 2020 – 22. Oktober 2020 2 Wochen (insgesamt 3) | 3                                     | Ernia                                                      | Superclassico Matteo Professione, Alessandro Pulga, Stefano Tognini                              | – |
| 23. Oktober 2020 – 19. November 2020 4 Wochen | 4                                     | Sfera Ebbasta                                              | Bottiglie privè Gionata Boschetti, Paolo Alberto Monachetti, Massimo D’Ambra                     | – |
| 20. November 2020 – 3. Dezember 2020 2 Wochen (insgesamt 3) | 3                                     | Sfera Ebbasta & J Balvin                                   | Baby Gionata Boschetti, J Balvin, Paolo Alberto Monachetti, Sky Rompiendo                        | – |
| 4. Dezember 2020 – 10. Dezember 2020 1 Woche (insgesamt 7) | 7                                     | Mariah Carey                                               | All I Want for Christmas Is You Walter Afanasieff, Mariah Carey                                  | – |
| 11. Dezember 2020 – 17. Dezember 2020 1 Woche (insgesamt 3) | 3                                     | Sfera Ebbasta & J Balvin                                   | Baby Gionata Boschetti, J Balvin, Paolo Alberto Monachetti, Sky Rompiendo                        | – |
| 18. Dezember 2020 – 31. Dezember 2020 2 Wochen (insgesamt 7) | 7                                     | Mariah Carey                                               | All I Want for Christmas Is You Walter Afanasieff, Mariah Carey                                  | – |

## Alben
Erstmals seit Beginn der FIMI-Charts 1995 können sich ab 2020 auch Kompilationen in den Albumcharts platzieren.

| ← 2019 ← | Liste der Nummer-eins-Alben in Italien | Liste der Nummer-eins-Alben in Italien | Liste der Nummer-eins-Alben in Italien           | 2021 → |
| \| Zeitraum \| Wo. ges. \| Interpret \| Titel \| Zusätzliche Informationen \| \| (Zeitraum, Wochen auf Platz eins, Interpret, Titel, zusätzliche Informationen) \| \| \| \| \| \| ------------------------------------------------------------------------------ \| -------- \| -------------------------- \| ------------------------------------------------ \| ----------------------------------------------------------------------------------------------------------------------------------------------------------------- \| \| 27. Dezember 2019 – 9. Januar 2020 2 Wochen (insgesamt 3) \| 3 \| Tha Supreme \| 23 6451 \| – \| \| 10. Januar 2020 – 23. Januar 2020 2 Wochen \| 2 \| Brunori Sas \| Cip! \| – \| \| 24. Januar 2020 – 6. Februar 2020 2 Wochen \| 2 \| J-Ax \| ReAle \| – \| \| 7. Februar 2020 – 13. Februar 2020 1 Woche \| 1 \| (Verschiedene Interpreten) \| Sanremo 2020 \| Die erste Kompilation an der Spitze der Albumcharts seit 1995 war, wie auch schon vor 25 Jahren die letzte, der jährliche Sampler zum aktuellen Sanremo-Festival. \| \| 14. Februar 2020 – 20. Februar 2020 1 Woche (insgesamt 2) \| 2 \| Me contro Te \| Il Fantadisco dei Me contro Te \| – \| \| 21. Februar 2020 – 27. Februar 2020 1 Woche (insgesamt 3) \| 3 \| Ghali \| DNA \| – \| \| 28. Februar 2020 – 5. März 2020 1 Woche (insgesamt 2) \| 2 \| Me contro Te \| Il Fantadisco dei Me contro Te \| – \| \| 6. März 2020 – 12. März 2020 1 Woche \| 1 \| Nitro \| Garbage \| – \| \| 13. März 2020 – 19. März 2020 1 Woche (insgesamt 3) \| 3 \| Ghali \| DNA \| – \| \| 20. März 2020 – 26. März 2020 1 Woche \| 1 \| The Weeknd \| After Hours \| – \| \| 27. März 2020 – 2. April 2020 1 Woche \| 1 \| Pearl Jam \| Gigaton \| – \| \| 3. April 2020 – 30. April 2020 4 Wochen (insgesamt 6) \| 6 \| Marracash \| Persona \| – \| \| 1. Mai 2020 – 7. Mai 2020 1 Woche (insgesamt 3) \| 3 \| Ghali \| DNA \| – \| \| 8. Mai 2020 – 21. Mai 2020 2 Wochen \| 2 \| Dark Polo Gang \| Dark Boys Club \| – \| \| 22. Mai 2020 – 28. Mai 2020 1 Woche \| 1 \| DrefGold \| Elo \| – \| \| 29. Mai 2020 – 4. Juni 2020 1 Woche \| 1 \| Lady Gaga \| Chromatica \| – \| \| 5. Juni 2020 – 11. Juni 2020 1 Woche \| 1 \| Tedua \| Vita Vera Mixtape \| – \| \| 12. Juni 2020 – 18. Juni 2020 1 Woche (insgesamt 2) \| 2 \| Tedua \| Vita Vera Mixtape: aspettando la Divina Commedia \| Auch mit dem zweiten Teil seines Mixtapes, nur eine Woche nach Teil eins erschienen, erreichte der Rapper die Chartspitze. \| \| 19. Juni 2020 – 25. Juni 2020 1 Woche \| 1 \| Ernia \| Gemelli \| – \| \| 26. Juni 2020 – 16. Juli 2020 3 Wochen (insgesamt 6) \| 6 \| Guè Pequeno \| Mr. Fini \| – \| \| 17. Juli 2020 – 23. Juli 2020 1 Woche \| 1 \| Lazza \| J \| – \| \| 24. Juli 2020 – 30. Juli 2020 1 Woche \| 1 \| Achille Lauro \| 1990 \| – \| \| 31. Juli 2020 – 6. August 2020 1 Woche (insgesamt 2) \| 2 \| Tedua \| Vita Vera Mixtape: aspettando la Divina Commedia \| – \| \| 7. August 2020 – 27. August 2020 3 Wochen (insgesamt 6) \| 6 \| Guè Pequeno \| Mr. Fini \| – \| \| 28. August 2020 – 3. September 2020 1 Woche \| 1 \| Irama \| Crepe \| – \| \| 4. September 2020 – 10. September 2020 1 Woche \| 1 \| Gigi D’Alessio \| Buongiorno \| – \| \| 11. September 2020 – 17. September 2020 1 Woche \| 1 \| FSK Satellite \| Padre figlio e spirito \| – \| \| 18. September 2020 – 1. Oktober 2020 2 Wochen \| 2 \| Emis Killa & Jake La Furia \| 17 \| – \| \| 2. Oktober 2020 – 22. Oktober 2020 3 Wochen \| 3 \| Bloody Vinyl \| BV3 \| – \| \| 23. Oktober 2020 – 29. Oktober 2020 1 Woche \| 1 \| Bruce Springsteen \| Letter to You \| – \| \| 30. Oktober 2020 – 5. November 2020 1 Woche \| 1 \| Renato Zero \| Zerosettanta – Volume 2 \| – \| \| 6. November 2020 – 12. November 2020 1 Woche \| 1 \| Tiziano Ferro \| Accetto miracoli: L’esperienza degli altri \| – \| \| 13. November 2020 – 19. November 2020 1 Woche \| 1 \| AC/DC \| Power Up \| – \| \| 20. November 2020 – 3. Dezember 2020 2 Wochen (insgesamt 6) \| 6 \| Sfera Ebbasta \| Famoso \| – \| \| 4. Dezember 2020 – 24. Dezember 2020 3 Wochen \| 3 \| Ligabue \| 7 \| – \| \| 25. Dezember 2020 – 21. Januar 2020 4 Wochen (insgesamt 6) \| 6 \| Sfera Ebbasta \| Famoso \| – \| |                                        |                                        |                                                  | |
| ← 2019 |                                        |                                        |                                                  | → 2021 → |
| Zeitraum | Wo. ges.                               | Interpret                              | Titel                                            | Zusätzliche Informationen |
| (Zeitraum, Wochen auf Platz eins, Interpret, Titel, zusätzliche Informationen) |                                        |                                        |                                                  | |
| 27. Dezember 2019 – 9. Januar 2020 2 Wochen (insgesamt 3) | 3                                      | Tha Supreme                            | 23 6451                                          | – |
| 10. Januar 2020 – 23. Januar 2020 2 Wochen | 2                                      | Brunori Sas                            | Cip!                                             | – |
| 24. Januar 2020 – 6. Februar 2020 2 Wochen | 2                                      | J-Ax                                   | ReAle                                            | – |
| 7. Februar 2020 – 13. Februar 2020 1 Woche | 1                                      | (Verschiedene Interpreten)             | Sanremo 2020                                     | Die erste Kompilation an der Spitze der Albumcharts seit 1995 war, wie auch schon vor 25 Jahren die letzte, der jährliche Sampler zum aktuellen Sanremo-Festival. |
| 14. Februar 2020 – 20. Februar 2020 1 Woche (insgesamt 2) | 2                                      | Me contro Te                           | Il Fantadisco dei Me contro Te                   | – |
| 21. Februar 2020 – 27. Februar 2020 1 Woche (insgesamt 3) | 3                                      | Ghali                                  | DNA                                              | – |
| 28. Februar 2020 – 5. März 2020 1 Woche (insgesamt 2) | 2                                      | Me contro Te                           | Il Fantadisco dei Me contro Te                   | – |
| 6. März 2020 – 12. März 2020 1 Woche | 1                                      | Nitro                                  | Garbage                                          | – |
| 13. März 2020 – 19. März 2020 1 Woche (insgesamt 3) | 3                                      | Ghali                                  | DNA                                              | – |
| 20. März 2020 – 26. März 2020 1 Woche | 1                                      | The Weeknd                             | After Hours                                      | – |
| 27. März 2020 – 2. April 2020 1 Woche | 1                                      | Pearl Jam                              | Gigaton                                          | – |
| 3. April 2020 – 30. April 2020 4 Wochen (insgesamt 6) | 6                                      | Marracash                              | Persona                                          | – |
| 1. Mai 2020 – 7. Mai 2020 1 Woche (insgesamt 3) | 3                                      | Ghali                                  | DNA                                              | – |
| 8. Mai 2020 – 21. Mai 2020 2 Wochen | 2                                      | Dark Polo Gang                         | Dark Boys Club                                   | – |
| 22. Mai 2020 – 28. Mai 2020 1 Woche | 1                                      | DrefGold                               | Elo                                              | – |
| 29. Mai 2020 – 4. Juni 2020 1 Woche | 1                                      | Lady Gaga                              | Chromatica                                       | – |
| 5. Juni 2020 – 11. Juni 2020 1 Woche | 1                                      | Tedua                                  | Vita Vera Mixtape                                | – |
| 12. Juni 2020 – 18. Juni 2020 1 Woche (insgesamt 2) | 2                                      | Tedua                                  | Vita Vera Mixtape: aspettando la Divina Commedia | Auch mit dem zweiten Teil seines Mixtapes, nur eine Woche nach Teil eins erschienen, erreichte der Rapper die Chartspitze.                                        |
| 19. Juni 2020 – 25. Juni 2020 1 Woche | 1                                      | Ernia                                  | Gemelli                                          | – |
| 26. Juni 2020 – 16. Juli 2020 3 Wochen (insgesamt 6) | 6                                      | Guè Pequeno                            | Mr. Fini                                         | – |
| 17. Juli 2020 – 23. Juli 2020 1 Woche | 1                                      | Lazza                                  | J                                                | – |
| 24. Juli 2020 – 30. Juli 2020 1 Woche | 1                                      | Achille Lauro                          | 1990                                             | – |
| 31. Juli 2020 – 6. August 2020 1 Woche (insgesamt 2) | 2                                      | Tedua                                  | Vita Vera Mixtape: aspettando la Divina Commedia | – |
| 7. August 2020 – 27. August 2020 3 Wochen (insgesamt 6) | 6                                      | Guè Pequeno                            | Mr. Fini                                         | – |
| 28. August 2020 – 3. September 2020 1 Woche | 1                                      | Irama                                  | Crepe                                            | – |
| 4. September 2020 – 10. September 2020 1 Woche | 1                                      | Gigi D’Alessio                         | Buongiorno                                       | – |
| 11. September 2020 – 17. September 2020 1 Woche | 1                                      | FSK Satellite                          | Padre figlio e spirito                           | – |
| 18. September 2020 – 1. Oktober 2020 2 Wochen | 2                                      | Emis Killa & Jake La Furia             | 17                                               | – |
| 2. Oktober 2020 – 22. Oktober 2020 3 Wochen | 3                                      | Bloody Vinyl                           | BV3                                              | – |
| 23. Oktober 2020 – 29. Oktober 2020 1 Woche | 1                                      | Bruce Springsteen                      | Letter to You                                    | – |
| 30. Oktober 2020 – 5. November 2020 1 Woche | 1                                      | Renato Zero                            | Zerosettanta – Volume 2                          | – |
| 6. November 2020 – 12. November 2020 1 Woche | 1                                      | Tiziano Ferro                          | Accetto miracoli: L’esperienza degli altri       | – |
| 13. November 2020 – 19. November 2020 1 Woche | 1                                      | AC/DC                                  | Power Up                                         | – |
| 20. November 2020 – 3. Dezember 2020 2 Wochen (insgesamt 6) | 6                                      | Sfera Ebbasta                          | Famoso                                           | – |
| 4. Dezember 2020 – 24. Dezember 2020 3 Wochen | 3                                      | Ligabue                                | 7                                                | – |
| 25. Dezember 2020 – 21. Januar 2020 4 Wochen (insgesamt 6) | 6                                      | Sfera Ebbasta                          | Famoso                                           | – |

## Jahreshitparaden
Die Jahrescharts 2020 decken den Zeitraum vom 27. Dezember 2019 bis zum 31. Dezember 2020 ab.
Die Top 10 der Alben waren in diesem Jahr komplett in italienischer Hand, bei den Singles gelang drei internationalen Titeln der Einstieg in die Top 10. Das erfolgreichste Album (Persona von Marracash) war bereits im Vorjahr das fünfterfolgreichste Album, auch Tiziano Ferro konnte mit Accetto miracoli zum zweiten Mal die Jahres-Top-10 erreichen (Platz neun 2019, Platz sieben 2020); in beiden Fällen war das Album in einer neuen Version veröffentlicht worden. Mit der Ausnahme von Fuori dall’hype (Pinguini Tattici Nucleari) hatten alle Alben zuvor die Chartspitze erreicht, bei den Singles schafften es drei Titel in die Top 10, die kein Nummer-eins-Hit gewesen waren. Die Rapper Ghali, Guè Pequeno und Sfera Ebbasta konnten sich alle drei in beiden Jahres-Top-10 platzieren. Die Songwriter Takagi & Ketra und Federica Abbate zeichneten zum vierten Mal seit 2015 für die erfolgreichste Single des Jahres verantwortlich, Takagi & Ketra sind außerdem das sechste Jahr in Folge in den Top fünf des Jahres vertreten.

| ← 2019 ← | Liste der Jahres-Nummer-eins-Hits in Italien | Liste der Jahres-Nummer-eins-Hits in Italien           | Liste der Jahres-Nummer-eins-Hits in Italien | 2021 →   |
| \| Singles \| Position# \| Alben \| \| -------------------------------------------------------------------------------------------------------------------------------- \| --------- \| ------------------------------------------------------ \| \| Karaoke Boomdabash feat. Alessandra Amoroso Alessandro Merli, Fabio Clemente, Alfredo Rapetti, Federica Abbate, Rocco Pagliarulo \| 1 \| Persona Marracash \| \| A un passo dalla luna Rocco Hunt & Ana Mena Rocco Pagliarulo, Federica Abbate, Fabio Clemente, Stefano Tognini \| 2 \| Famoso Sfera Ebbasta \| \| Mediterranea Irama Federica Abbate, Giuseppe Colonnelli, Irama \| 3 \| 23 6451 Tha Supreme \| \| Superclassico Ernia Matteo Professione, Alessandro Pulga, Stefano Tognini \| 4 \| DNA Ghali \| \| Good Times Ghali Ghali Amdouni, Federico Mercuri, Giordano Cremona, Josh Cumbee \| 5 \| Mr. Fini Guè Pequeno \| \| M’ manc Shablo, Geolier & Sfera Ebbasta Emanuele Palumbo, Gionata Boschetti, Pablo Miguel Lombroni Capalbo \| 6 \| Gemelli Ernia \| \| Hypnotized Purple Disco Machine & Sophie and the Giants Michael Kintish, Matthew R. Johnson, Sophie Scott, Tino Schmidt \| 7 \| Accetto miracoli Tiziano Ferro \| \| Blinding Lights The Weeknd Abel Tesfaye, Ahmad Balshe, Jason Quenneville, Max Martin, Oscar Holter \| 8 \| Fuori dall’hype Pinguini Tattici Nucleari \| \| Roses Saint Jhn Carlos St. John Phillips, Lee Stanshenko \| 9 \| Il fantadisco dei Me contro Te Me contro Te \| \| Chico Guè Pequeno, Rose Villain & Luchè Cosimo Fini, Rosa Luini, Luca Imprudente, Andrea Ferrara, Calle Lehmann \| 10 \| Vita vera mixtape: aspettando la Divina Commedia Tedua \| |                                              |                                                        |                                              |          |
| ← 2019 |                                              |                                                        |                                              | → 2021 → |
| Singles | Position#                                    | Alben                                                  |                                              |          |
| Karaoke Boomdabash feat. Alessandra Amoroso Alessandro Merli, Fabio Clemente, Alfredo Rapetti, Federica Abbate, Rocco Pagliarulo | 1                                            | Persona Marracash                                      |                                              |          |
| A un passo dalla luna Rocco Hunt & Ana Mena Rocco Pagliarulo, Federica Abbate, Fabio Clemente, Stefano Tognini | 2                                            | Famoso Sfera Ebbasta                                   |                                              |          |
| Mediterranea Irama Federica Abbate, Giuseppe Colonnelli, Irama | 3                                            | 23 6451 Tha Supreme                                    |                                              |          |
| Superclassico Ernia Matteo Professione, Alessandro Pulga, Stefano Tognini | 4                                            | DNA Ghali                                              |                                              |          |
| Good Times Ghali Ghali Amdouni, Federico Mercuri, Giordano Cremona, Josh Cumbee | 5                                            | Mr. Fini Guè Pequeno                                   |                                              |          |
| M’ manc Shablo, Geolier & Sfera Ebbasta Emanuele Palumbo, Gionata Boschetti, Pablo Miguel Lombroni Capalbo | 6                                            | Gemelli Ernia                                          |                                              |          |
| Hypnotized Purple Disco Machine & Sophie and the Giants Michael Kintish, Matthew R. Johnson, Sophie Scott, Tino Schmidt | 7                                            | Accetto miracoli Tiziano Ferro                         |                                              |          |
| Blinding Lights The Weeknd Abel Tesfaye, Ahmad Balshe, Jason Quenneville, Max Martin, Oscar Holter | 8                                            | Fuori dall’hype Pinguini Tattici Nucleari              |                                              |          |
| Roses Saint Jhn Carlos St. John Phillips, Lee Stanshenko | 9                                            | Il fantadisco dei Me contro Te Me contro Te            |                                              |          |
| Chico Guè Pequeno, Rose Villain & Luchè Cosimo Fini, Rosa Luini, Luca Imprudente, Andrea Ferrara, Calle Lehmann | 10                                           | Vita vera mixtape: aspettando la Divina Commedia Tedua |                                              |          |

## Belege
1. ↑  Novità sul fronte delle classifiche di vendita FIMI/GfK. FIMI, abgerufen am 5. Januar 2020 (italienisch).

Siehe auch: Nummer-eins-Hits 2020 in  Australien, Belgien, Brasilien, Bulgarien, Dänemark, Deutschland, Finnland, Frankreich, Griechenland, Irland, Japan, Kanada, Kolumbien, Kroatien, Malaysia, Mexiko, Neuseeland, den Niederlanden, Norwegen, Österreich, Polen, Portugal, Schweden, der Schweiz, Singapur, Slowakei, Spanien, Südkorea, Tschechien, Ungarn, den Vereinigten Staaten und im Vereinigten Königreich.